# Rüpirahu
Rüpirahu ist eine estnische Ostseeinsel, knapp 2 km von der größten estnischen Insel Saaremaa entfernt. Sie gehört zur Landgemeinde Saaremaa und liegt im Nationalpark Vilsandi.